# 拉斯基
51°15′56″N 28°57′23″E / 51.26556°N 28.95639°E
拉斯基（烏克蘭語：Ласки）是位於烏克蘭北部日托米爾州裏科羅斯堅區的村莊，處於諾林河畔，始建於1545年，面積2.38平方公里，海拔高度137米，2001年人口709，人口密度每平方公里297.65人。